# 的山大島

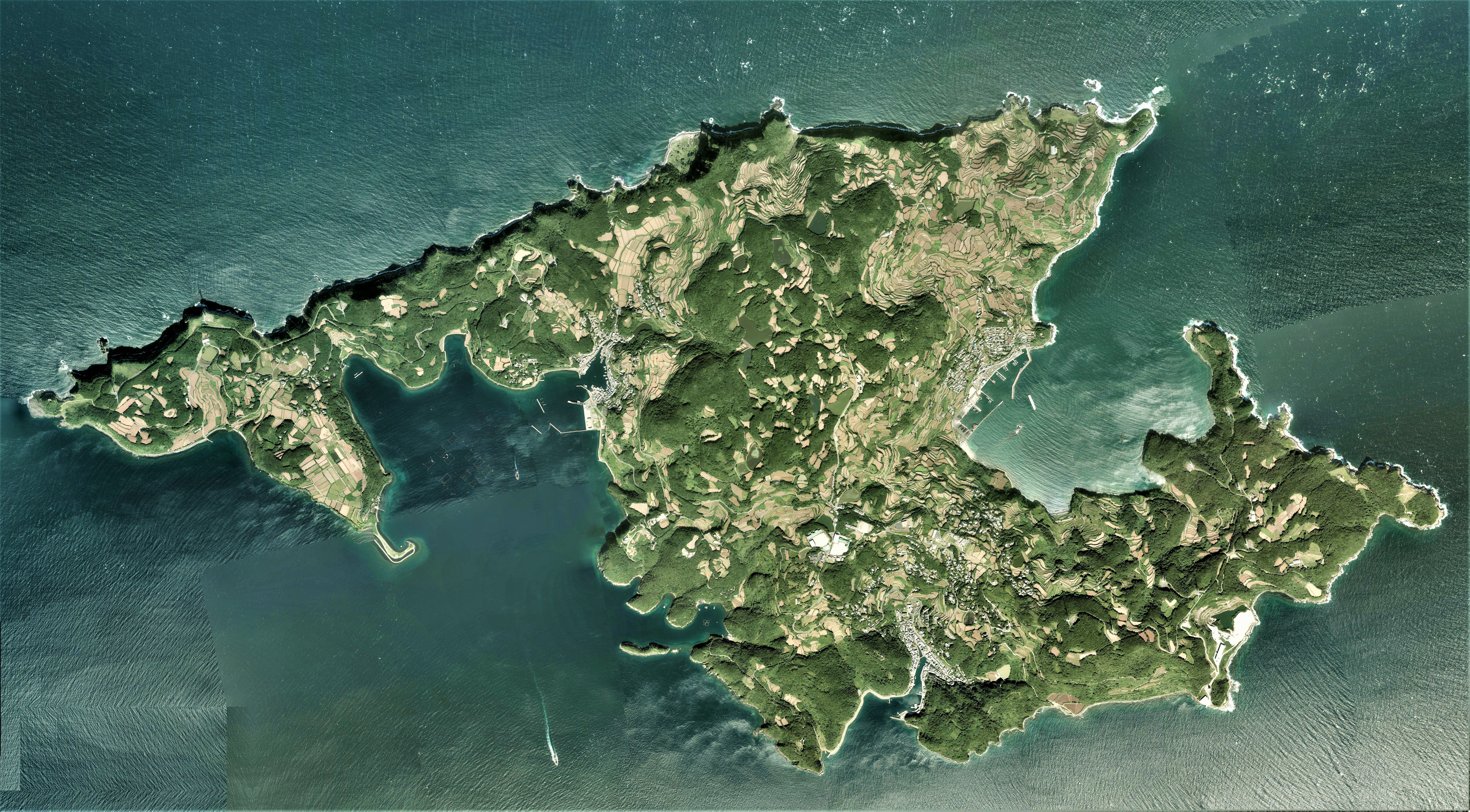
的山大島の空中写真。2016年10月4日撮影の24枚を合成作成。
。

的山大島（あづちおおしま）は、長崎県の平戸島の北方にある島（有人島）である。全島が長崎県平戸市に属する（2005年10月1日の現平戸市発足以前は北松浦郡大島村）。通称で「大島」と呼ばれることも多い。

## 地理
平戸島の北、度島（たくしま）のさらに北に位置し、平戸島北端から約7 km・度島からは約3 km離れている。北東方向の玄界灘には壱岐や馬渡島（佐賀県）を臨み、南西方向には生月島がある。
平地は少なく、海岸線は複雑で各所で断崖となっている。島の北東部には大賀断崖がある。

### 概要
- 面積 - 15.19 km2
- 人口 - 1,269人（2010年国勢調査確定値）[1]

## 交通

### 航路
平戸市営フェリーが、平戸島の平戸港や薄香港から的山大島の神浦（こうのうら）港と的山（あづち）港まで運航されている。一部の便は旧田平町の田平港（平戸口桟橋）にも寄港する。
- 平戸市営
  - 平戸・平戸口 - 神浦 - 的山

かつては美咲海送のフェリーも運航されていたが、2012年（平成24年）1月末をもって運航休止となった。

### 道路
- 長崎県道159号大根坂的山線

## 施設

### 行政
- 平戸市役所大島支所（旧大島村役場）

### 教育機関
- 平戸市立大島中学校
- 平戸市立大島小学校
- 大島村保育所

このほか、島内に長崎県立猶興館高等学校大島分校が存在したが、2012年3月に閉校した。

## 方言
的山大島の方言は長崎弁が基本であるが、島であるために、その島内あるいはさらに地域内でしか通じない方言も使われている。現在でも島で生まれた者にしか判別できないような言葉が多数残っている。
独自の方言の中でも「えいあー」や「ふらほ」と言った、周囲の島や陸地では使われていないようなことばがあり、「えいあー」は「水道等の水に空気が入っている状態」を表し（例「水のえいあーが多か」）英語のエア (air) が転じて方言となったのではないかと思われる。同じく「ふらほ」は海の上の浮きに付いた旗を言い、これもフラッグ (flag) からの転化と思われ、明治維新以降次第に外から情報が入ってきた過程において生まれた方言だろうと考えられる。
第162回芥川賞を受賞した小説家古川真人は、母が的山大島出身であり、芥川賞受賞作『背高泡立草』だけでなく、以前同賞の候補作となった『縫わんばならん』『四時過ぎの船』『ラッコの家』などの作品中、大島弁会話を多用している。

## 名所・観光スポット

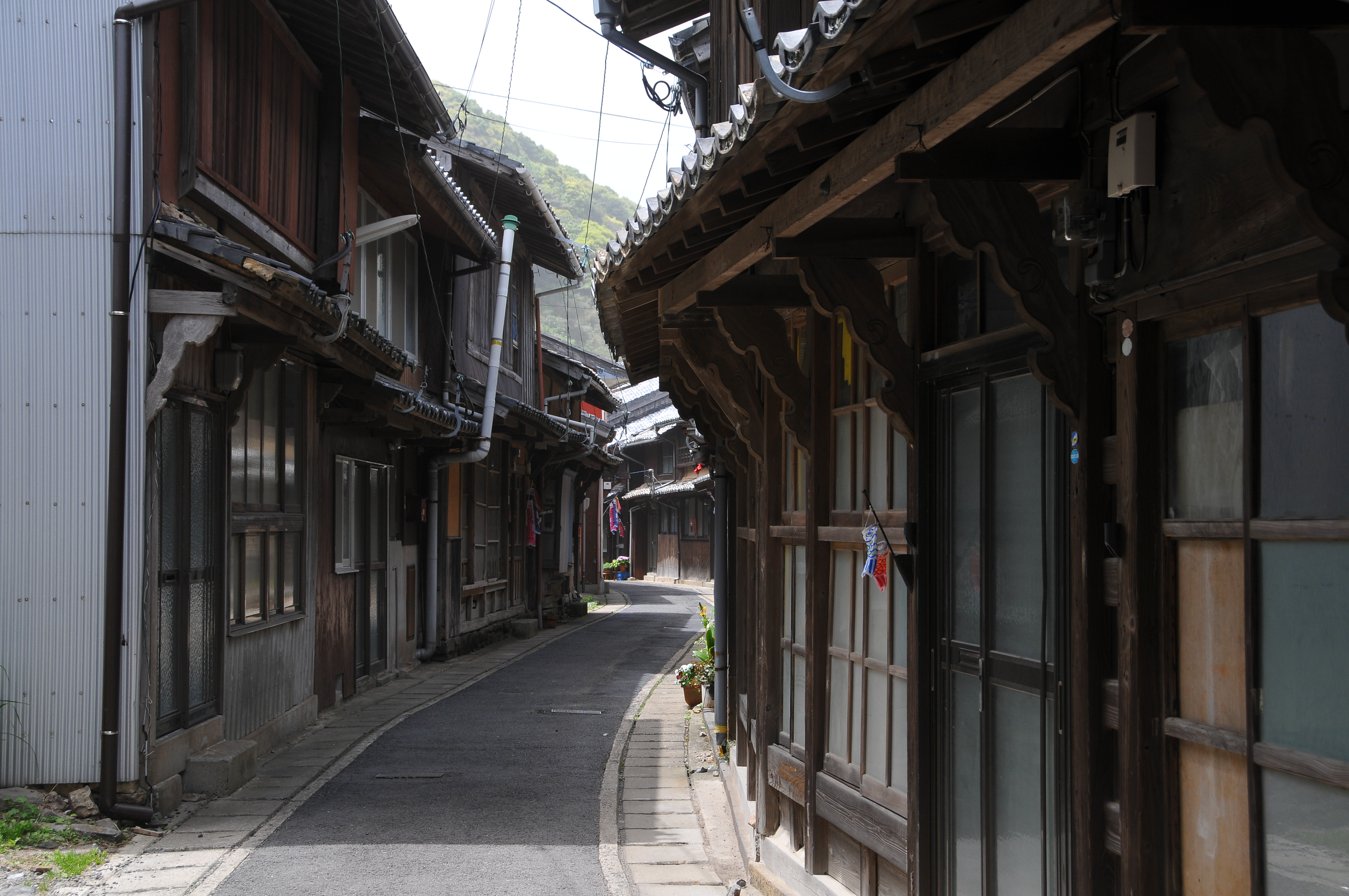
大島村神浦

島の海岸は磯釣り客に人気がある。
- 神浦地区の町並み（大島村神浦 - 重要伝統的建造物群保存地区）
- 真教寺の六角井戸
- 朝鮮井戸
- 天降神社
- 的山大島風力発電所
- 大賀断崖